# Mario Coloretti
Mario Coloretti (Reggio Emilia, 10 settembre 1958 – Albinea, 17 novembre 2018) è stato uno scrittore italiano.

## Biografia
Nato a Reggio Emilia nel 1958, ha vissuto principalmente ad Albinea svolgendo la professione di medico.
Ha esordito nella narrativa gialla nel 1992 con Dietro la luce, vincitore del Premio Tedeschi e in seguito ha pubblicato altri 5 romanzi.
Colpito da un aneurisma cerebrale nel 2011, è morto nel 2018 ad Albinea.

## Opere

### Romanzi
- Dietro la luce, Milano, Il Giallo Mondadori N. 2264, 1992
- Delitti di maggio, Milano, Il Giallo Mondadori N. 2363, 1994
- La memoria del sangue, Milano, Il Giallo Mondadori N. 2432, 1995
- Tutto il tempo che resta, Reggio Emilia, Aliberti, 2006 ISBN 88-7424-191-7.
- Tennis e nuvole con Roberto Tassoni, Milano, Cairo, 2008 ISBN 978-88-6052-179-8.
- L'ultima volta che ci vediamo, Reggio Emilia, Miraviglia, 2011 ISBN 978-88-89993-14-9.

### Raccolte
- La vocazione del passato, Roma, Robin, 2006 ISBN 978-88-7371-418-7. (Contiene i primi 3 romanzi dell'autore)

## Premi e riconoscimenti
- Premio Tedeschi: 1992 per Dietro la luce